# Ronde van Spanje 2020/Elfde etappe
De elfde etappe van de Ronde van Spanje 2020 werd verreden op 31 oktober tussen Villaviciosa en Alto de la Farrapona. 
| Villaviciosa – Alto de la Farrapona (170,2 km) |                  |                        |          |
| Plaats                                         | Naam             | Ploeg                  | Tijd     |
| 1                                              | David Gaudu      | Groupama-FDJ           | 4u54'13" |
| 2                                              | Marc Soler       | Movistar Team          | + 4"     |
| 3                                              | Michael Storer   | Team Sunweb            | + 52"    |
| 4                                              | Mark Donovan     | Team Sunweb            | z.t.     |
| 5                                              | Guillaume Martin | Cofidis                | + 55"    |
| 6                                              | Aleksandr Vlasov | Astana Pro Team        | + 58"    |
| 7                                              | Daniel Martin    | Israel Start-Up Nation | + 1'03"  |
| 8                                              | Enric Mas        | Movistar Team          | z.t.     |
| 9                                              | Richard Carapaz  | Team INEOS Grenadiers  | z.t.     |
| 10                                             | Primož Roglič    | Team Jumbo-Visma       | z.t.     |
|                                                |                  |                        |          |
| 12                                             | Wout Poels       | Bahrain McLaren        | + 1'10"  |
| 36                                             | Kobe Goossens    | Lotto Soudal           | + 8'51"  |

| Algemeen klassement |                     |                        |           |
| Plaats              | Naam                | Ploeg                  | Tijd      |
| Rode trui           | Primož Roglič       | Team Jumbo-Visma       | 45u20'31" |
| 2                   | Richard Carapaz     | Team INEOS Grenadiers  | z.t.      |
| 3                   | Daniel Martin       | Israel Start-Up Nation | + 25"     |
| 4                   | Hugh Carthy         | EF Education First     | + 58"     |
| 5                   | Enric Mas           | Movistar Team          | + 1'54"   |
| 6                   | Marc Soler          | Movistar Team          | + 2'44"   |
| 7                   | Felix Großschartner | BORA-hansgrohe         | + 3'31"   |
| 8                   | Alejandro Valverde  | Movistar Team          | + 3'44"   |
| 9                   | Wout Poels          | Bahrain McLaren        | + 3'54"   |
| 10                  | Mikel Nieve         | Mitchelton-Scott       | + 4'43"   |
|                     |                     |                        |           |
| 24                  | Kobe Goossens       | Lotto Soudal           | + 26'59"  |

## Opgaves
- Nicholas Dlamini (NTT Pro Cycling): Afgestapt tijdens de etappe
- Quentin Jauregui (AG2R La Mondiale): Afgestapt tijdens de etappe
- Matthieu Ladagnous (Groupama-FDJ): Afgestapt tijdens de etappe
- Jakub Mareczko (CCC Team): Afgestapt tijdens de etappe
- Héctor Sáez (Caja Rural-Seguros RGA): Afgestapt tijdens de etappe vanwege een eerdere valpartij
- Stephen Williams (Bahrain McLaren): Niet gestart voor de etappe

1e etappe ·
2e etappe ·
3e etappe ·
4e etappe ·
5e etappe ·
6e etappe ·
7e etappe ·
8e etappe ·
9e etappe ·
10e etappe ·
11e etappe ·
12e etappe ·
13e etappe ·
14e etappe ·
15e etappe ·
16e etappe ·
17e etappe ·
18e etappe
Startlijst · Eindstanden · Afbeeldingen